# Baboo
Baboo era una compagnia aerea regionale svizzera con sede a Ginevra, aeroporto di Cointrin, la cui attività è cessata alla fine del 2010.

## Storia

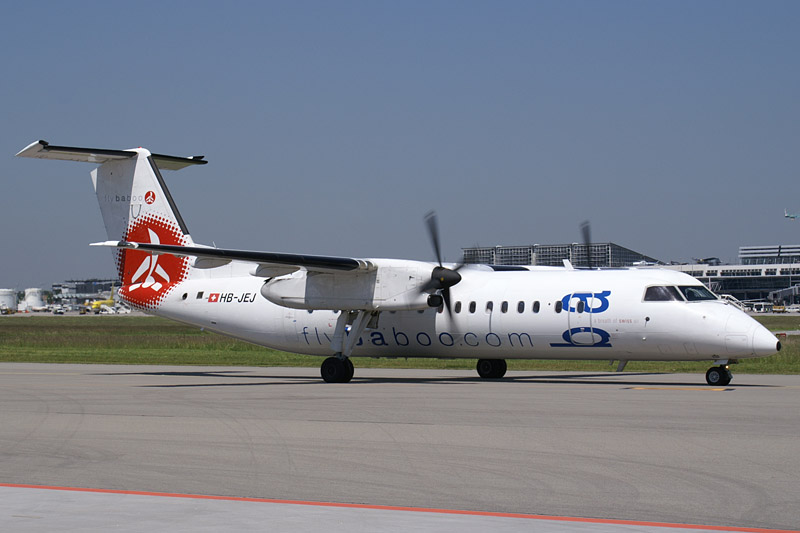
un DASH 8-Q300 nel 2006

Flybaboo è stata fondata nell'agosto del 2003 da Julian Cook, a seguito della cessazione da parte di Swissair della tratta Ginevra-Lugano. Il primo volo con destinazione Lugano ha luogo il 3 novembre 2003, con un aereo della Cirrus Airlines. A maggio del 2004 la compagnia ottiene la licenza AOC (Air Operator Certificate) da parte dell'OFAC, che le permetterà di operare con il suo aeromobile, un Dash-8 Q300 da 50 posti acquisito in leasing dal costruttore Bombardier Aerospace.
Da allora Flybaboo non ha smesso di crescere. Dai 20 dipendenti iniziali è passata ai 190, arrivando a servire 17 destinazioni in partenza da Ginevra suddivise in destinazioni permanenti e stagionali, charter esclusi.
L'aumento di capitale per un ammontare di 15.4 milioni di Franchi svizzeri, sottoscritto nel 2007, è tra le iniziative più importanti intraprese dalla compagnia, che hanno permesso alla direzione di elaborare una forte strategia di crescita e di dare nuovo vigore alla compagnia.
A fine 2009 Flybaboo dichiarava un fatturato di 73 milioni di FS e il traffico passeggeri aveva raggiunto più di 1 300 000 clienti. Per quanto riguarda la flotta, era composta da due Dash 8-Q400 della Bombardier Aerospace e tre Embraer 190, ma in seguito a problemi economici la compagnia ha deciso di ridurla eliminando i 3 Embraer 190.
Il 25 novembre 2010 Darwin Airline rileva e compra le attività di Flybaboo e mira a rafforzarsi quale compagnia aerea regionale, cessa in questo modo l'operatività dell'azienda acquisita.

## Flotta
A novembre 2010 la flotta si componeva di:
- 2 Bombardier Q400